# Yukiko Goda

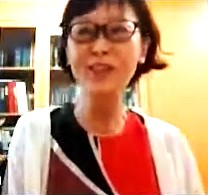
Yukiko Goda, 2020

Yukiko Goda (japanisch 合田 裕紀子 Gōda Yukiko; anhörenⓘ; geb. in Osaka, Japan) ist eine japanische Molekularbiologin, Professorin und Führungskraft am Okinawa Institute of Science and Technology. Ihre Forschung beschäftigt sich mit der neuronalen Kommunikation über Synapsen. Im Jahr 2023 wurde sie zum Mitglied der Europäischen Organisation für Molekularbiologie gewählt.

## Jugend und Ausbildung
Goda wurde in der Nähe von Osaka geboren, wuchs aber zwischen Japan und Kanada auf, weil ihr Vater in einer Handelsfirma in Toronto arbeitete. Sie besuchte die Highschool in Toronto und erhielt ein Stipendium für die Universität von Toronto. Dort studierte sie ab 1981. Obwohl sie zunächst Literatur in Betracht zog, interessierte sich Goda während ihres Studiums für die Wissenschaft und verbrachte ihre Sommerferien mit Forschungspraktika in Chemie und Biologie. Sie arbeitete im Labor von Jack Greenblatt, wo sie die Transkription von Bakteriophagen untersuchte. Sie absolvierte eine Ausbildung in Zellbiologie. 1985 machte Goda an der Universität von Toronto ihren Abschluss als Bachelor of Science in Biochemie und Chemie. Sie führte ihre Forschung ab 1985 an der Stanford University bei Suzanne Pfeffer weiter. Dort untersuchte sie den vesikulären Transport von Endosomen zum Golgi-Komplex. 1991 promovierte Goda an der Stanford University in Biochemie. Sie absolvierte einen Kurs über Entwicklungsneurobiologie am Cold Spring Harbor Laboratory, wo sie erfuhr, dass die Gruppe von Stevens die synaptische Plastizität in vivo untersuchte. Goda wechselte 1991 als Postdoktorandin an das Salk Institute for Biological Studies zu Charles F. Stevens, wo sie sich auf Elektrophysiologie spezialisierte und untersuchte, wie Neuronen ihre synaptischen Stärken verändern.

## Forschung und Karriere
Goda gründete 1997 schließlich ihr eigenes Labor als Assistent Professor an der University of California, San Diego. Im Jahr 2002 wechselte sie zum Medical Research Council am University College London. Dort war sie bis 2011 Senior Group Leader in der Abteilung für Zellbiologie des Medical Research Council. 2011 kehrte Goda nach Japan zurück, wo sie als Senior Team Leader ihre eigene Forschungsgruppe am RIKEN gründete und bis 2018 leitete. Seit 2014 ist Goda Adjunct Professor am Brain Science Institute der Saitama-Universität und ebenfalls seit 2014 Adjunct Professor am Department of Life Sciences der Graduate School of Arts and Sciences der Universität Tokio. Von 2015 bis 2017 war Goda Deputy Director und von 2017 bis 2018 Acting Director am RIKEN Brain Science Institute. Von 2018 bis 2022 arbeitete Goda als Deputy Director und Teamleiterin am RIKEN Center for Brain Science.
Seit 2022 arbeitet sie am Okinawa Institute of Science and Technology. In ihrer Forschung hat sie die Prozesse aufgedeckt, die an trans-synaptischen Interaktionen beteiligt sind. Goda hat ihre Karriere dem Verständnis der molekularen Mechanismen der synaptischen Funktion gewidmet, einschließlich der synaptischen Homöostase und anderer Arten der Plastizität.

## Auszeichnungen und Ehrungen
- 1981–1985 University of Toronto Open Admission Scholarship
- 1982–1985 Sarah Cusick Gollop and William George Gollop Memorial Scholarship in Chemistry
- 1985 The Governor General's Medal, University of Toronto
- 1991–1994 Damon Runyon‐Walter Winchell Cancer Research Fund, Postdoctoral fellow
- 1994–1996 National Alliance for Research on Schizophrenia and Depression, Young Investigator Award
- 1998–2000 Sloan Research Fellow
- 1998 National Alliance for Research on Schizophrenia and Depression, Daniel X. Freedman Award
- 1999–2000 Damon Runyon Scholar Award
- 2000–2003 Rita Allen Foundation Scholar
- 2001–2003 Klingenstein Fellowship in the Neurosciences
- 2003 National Alliance for Research on Schizophrenia and Depression, Distinguished Investigator Award
- 2010 Honorary Professor of the Department of Neuroscience, Physiology and Pharmacology, UCL
- 2013 Tsukahara Memorial Award[8]
- 2014 Wahl in den Science Council of Japan
- 2023 Wahl in die European Molecular Biology Organization[9]

## Veröffentlichungen (Auswahl)
- Karine Pozo, Yukiko Goda: Unraveling mechanisms of homeostatic synaptic plasticity. In: Neuron. Band 66, Nr. 3, 1. Mai 2010, ISSN 0896-6273, S. 337–351, doi:10.1016/J.NEURON.2010.04.028 (englisch).
- Martin Geppert, Yukiko Goda, Robert E. Hammer, Cai Li, Thomas W. Rosahl, Charles F. Stevens, Thomas C. Südhof: Synaptotagmin I: a major Ca2+ sensor for transmitter release at a central synapse. In: Cell. Band 79, Nr. 4, 18. November 1994, ISSN 0092-8674, S. 717–727, doi:10.1016/0092-8674(94)90556-8 (englisch).
- Lorenzo A Cingolani; Yukiko Goda: Actin in action: the interplay between the actin cytoskeleton and synaptic efficacy. In: Nature Reviews Neuroscience. Band 9, Nr. 5, 1. Mai 2008, ISSN 1471-003X, S. 344–356, doi:10.1038/NRN2373 (englisch).